# Actief sterrenstelsel

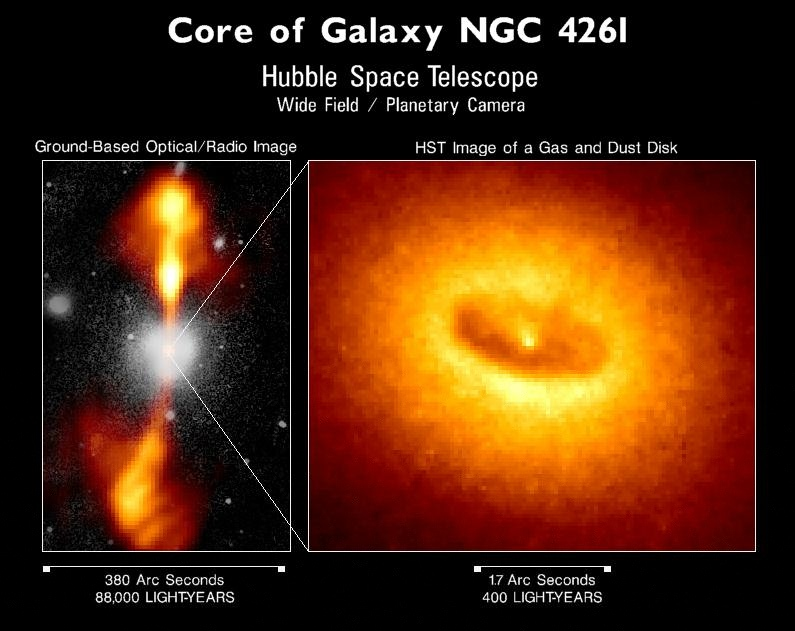
Sterrenstelsel met actief centrum (NGC 4261).

Actieve sterrenstelsels is een verzamelbegrip voor verschillende typen sterrenstelsels waarbij in het centrum een zeer klein gebied zeer veel energie vrijgeeft. Dit gebied noemt men de active galactic nucleus (of AGN). Actieve sterrenstelsels worden ook wel AGN-stelsels genoemd of active galactic nuclei. Deze stelsels geven vaak duidelijke helderheidsveranderingen binnen een zeer korte termijn van uren of dagen.
Welke processen zich precies afspelen is niet altijd duidelijk, maar alles wijst op een zwart gat in het centrum dat gas, stof en sterren uit de omgeving verslindt.
Een zwart gat is op zichzelf onzichtbaar, omdat - per definitie - geen licht eraan kan ontsnappen. Zichtbaar is alleen de straling die wordt uitgezonden door de accretieschijf van het door het zwarte gat aangetrokken gas. In het centrum van het Melkwegstelsel is er weinig interstellair gas overgebleven, zodat de accretieschijf rondom het centrale zwarte gat van zeer beperkte omvang is. Dit zwarte gat is daarom veel minder actief dan dat van vele andere sterrenstelsels.
Tot AGN's behoren ook de quasars, blazars, BL Lac objecten. radio-sterrenstelsels, Seyfert-stelsels, starburststelsels, en LINERs (low-ionization nuclear emission-line region).